# Marie-Jo Thiel
Marie-Jo Thiel (* 7. Mai 1957 in Sarralbe) ist eine französische römisch-katholische Theologin.

## Leben
Marie-Jo Thiel studierte Medizin und römisch-katholische Theologie an der Universität Straßburg. Ihre medizinische Doktorarbeit behandelte das Thema Tuberculoses ostéo-articulaires reconnues grâce à une autre localisation. Difficultés du diagnostic. Seit 1999 ist Thiel Hochschullehrerin für Katholische Theologie mit den Schwerpunkten Ethik und Bioethik an der Universität Straßburg.
Thiel war von 2015 bis 2017 Vizepräsidentin und ist seit 2017 Präsidentin der Europäischen Gesellschaft für Katholische Theologie. Die Gesellschaft gibt die Zeitschrift ET-Studies heraus.
Thiel wurde 2017 von Papst Franziskus in die Päpstliche Akademie für das Leben berufen. Anfang 2019 legte sie eine umfassende Studie über den sexuellen Missbrauch an Minderjährigen in der katholischen Kirche vor.
2022 wurde Thiel der Titel einer Doktorin honoris causa der Theologischen Fakultät der Universität Freiburg verliehen.

## Werke (Auswahl)
- Europa, Religion und Kultur angesichts des Rassismus, Lit, Münster 2004
- Éduquer à la beauté. Eduquer aux valeurs. éd. don Bosco, Première partie " Eduquer à la beauté ", (gemeinschaftlich mit Guy Avanzini), 2000
- Outils d'analyse éthique, Ed. du Cerf, Coll. " Recherches morales ", (gemeinschaftlich mit Xavier Thévenot), 1999
- Le défí de la Fraternité / The Challenge of Fraternity / Die Herausforderung der Geschwisterlichkeit, (hg. gemeinsam mit Marc Feix), LIT, Berlin 2018
- L'Eglise catholique face aux abus sexuels sur mineurs, Bayard, Montrouge 2019